# 宋延年
宋延年（19世纪—1901年），字锦彪，山东宁津县人，清朝末年义和团首领之一。
宋延年自幼习武，家境贫寒，抗活维持生活，经过县试、府试，於清德宗光绪十四年（1888年）中武举，在兵部当差，后来返回故里。光绪二十五年（1899年），义和团兴起，宋延年组织千余名义和团习武操练，以“扶清灭洋”为口号，火烧、围剿了门庄、老君堂、后商、杏行等地的教堂，烧死传教士、教徒。沧州、吴桥、东光、南皮、盐山、庆云等县一致推选宋延年为七个县义和团的大师兄。光绪二十六年（1900年），他率上千名义和团員赴沧州、天津、北京等地，烧教堂、逮二毛子。当时慈禧太后曾诏书接见。八国联军入侵中国，宋延年率领义和团在天津南郊、八里台战争中损失惨重。清朝政府下令到处剿灭义和团，宋延年含恨身亡。